# کوواچواتس (پرییپویه)
کوواچواتس (به صربی: Kovačevac) یک منطقهٔ مسکونی در صربستان است که در پریژپولجه واقع شده‌است. کوواچواتس ۱٬۶۱۳ نفر جمعیت دارد.